# Papirosn
Papirosn (Jiddisch: פּאַפּיראָסן, Nederlands: sigaretten) is een Jiddisch lied, dat werd geschreven in de jaren 1920. Het lied vertelt het verhaal van een Joodse jongen die sigaretten verkoopt om op straat te overleven. Hij beeldt zijn tragische lot uit; nadat hij zijn ouders heeft verloren, is zijn jongere zus in zijn armen gestorven en uiteindelijk verliest hij alle hoop.
De componist van het lied, Herman Yablokoff (1903-1981), was lid van het Jiddische theater dat actief was in Litouwen en Polen in de jaren na de Eerste Wereldoorlog. Hij werd geïnspireerd door kinderen die probeerden de kost te verdienen door sigaretten op straat te verkopen. De aanblik van de kinderen deed hem denken aan zijn jeugd in de Eerste Wereldoorlog in Grodno, waar hij probeerde sigaretten te verkopen aan voorbijgangers. Het lied is waarschijnlijk op een melodie uit de volksmuziek gebaseerd.
Yablokoff ging in 1924 naar de Verenigde Staten. Het lied werd in 1932 in het Jiddisch te horen gebracht in een Amerikaans radioprogramma. Het werd een hit als onderdeel van de musical Papirosen, die in 1935 in het New Yorkse McKinley Square Theatre  in première ging. De bladmuziek van het lied werd eveneens veel verkocht. Op basis van het lied werd in 1935 de korte stomme film Papirossen opgenomen, waarin de toen elfjarige Sidney Lumet de rol van de Joodse jongen speelde.